# Rollot (Somme)
Rollot is een gemeente in het Franse departement Somme (regio Hauts-de-France) en telt 666 inwoners (2004). De plaats maakt deel uit van het arrondissement Montdidier.

## Geografie
De oppervlakte van Rollot bedraagt 12,0 km², de bevolkingsdichtheid is 55,5 inwoners per km².
De onderstaande kaart toont de ligging van Rollot (Somme) met de belangrijkste infrastructuur en aangrenzende gemeenten.

## Demografie
Onderstaande figuur toont het verloop van het inwonertal (bron: INSEE-tellingen).

## Geboren in Rollot
- Antoine Galland (1646-1715), oriëntalist, specialist in oude manuscripten en munten, antiquair van de koning en academicus